# Melomys talaudium
Melomys talaudium är en däggdjursart som först beskrevs av Thomas 1921. Den ingår i släktet Melomys och familjen råttdjur. Inga underarter finns listade i Catalogue of Life. Arten finns endast på ett par öar i Indonesien.

## Beskrivning
Melomys talaudium är en trubbnosad råtta med klart orangebrun päls på ovansidan, gråbruna tassar, blekbrun till vit undersida och mörk svans som är fjällig och nästan hårlös. Kroppslängden utan svans är drygt 17 cm, med en svanslängd mellan 15 och 18 cm. Honan har 8 spenar.

## Utbredning
Arten är endemisk för de indonesiska öarna Karakelong och Salebabu i ögruppen Talaudöarna, där den endast påträffats på två lokaler. Det totala utbredningsområdet är knappt 1 600 km2 stort.

## Ekologi
Litet är känt om artens ekologi, men det förmodas att den är trädlevande. IUCN har rödlistat den som starkt hotad ("EN") på grund av dess ringa utbredningsområde, och på grund av att populationen minskar till följd av habitatförlust genom skogsavverkning. Konkurrens från införda gnagararter kan också spela en roll för nedgången.